# Levanjci
Levanjci so naselje v Občini Destrnik.